# Rio Brătoaia
O Rio Brătoaia é um rio da Romênia afluente do Rio Dâmbovicioara, localizado no distrito de Argeş.